# Manifesta
Manifesta, també coneguda com la Biennal Nòmada Europea, és una biennal cultural contemporània panregional europea. La Biennal Manifesta és propietat i organitzada per la Fundació Internacional Manifesta (IFM), amb seu a Amsterdam.

## Història
Manifesta va ser fundada l'any 1994 per la historiadora de l'art holandesa Hedwig Fijen. La primera edició va tenir lloc a Rotterdam. Un dels coordinadors a Rotterdam va ser Thomas Meyer zu Schlochtern del Rotterdamse Kunststichting. Entre els artistes locals portats a l'escena internacional, hi havia Jeanne van Heeswijk, Bik Van Der Pol i Joep van Lieshout.
L'edició de 2006 de Manifesta es va fer a Nicòsia, Xipre, dirigida per Florian Waldvogel, Mai Abu ElDahab i Anton Vidokle. El juny de 2006, Nicosia for Art, l'organització sense ànim de lucre de la ciutat que patrocinava l'exposició, va cancel·lar l'esdeveniment a causa de l'agitació política al voltant de la línia verda de Nicòsia.
Edicions anteriors han tingut lloc a Rotterdam (1996), Luxemburg (1998), Ljubljana (2000), Frankfurt (2002), Sant Sebastià (2004), Nicòsia (2006 – cancel·lada), Trentino-Tirol del Sud (2008), Múrcia en diàleg amb el nord d'Àfrica (2010), Limburg (2012), Sant Petersburg (2014), Zúric (2016), Palerm (2018) i Marsella (2020 - coneguda com Manifesta 13, va tenir lloc malgrat la pandèmia de la COVID-19). El 2022, Manifesta és acollida per Pristina, seguida de Barcelona el 2024 i Ruhr el 2026.
La 10a edició de Manifesta a Sant Petersburg a Rússia va crear tensions ja que el govern acabava de prohibir la " propaganda gai ".
La 12a edició de Manifesta es va celebrar a Palerm, Itàlia, smb el títol "The Planetary Garden. Cultivating Coexistence”. L'exposició proposava una interpretació de la història de la ciutat com a expressió d'un sincretisme de cultures arreu del Mediterrani. Els comissaris van utilitzar la idea del jardí com a metàfora de com podria ser possible agregar diferències i compondre la vida a partir del moviment i la migració.

## Educació
El programa d'Educació i Mediació de Manifesta forma part de cada Biennal. L'equip educatiu és dels primers a començar a desenvolupar programes a les ciutats d'acollida de Manifesta. Els programes creats per l'equip es deriven de converses, investigacions de camp extensa i mapes socioculturals i educatius.
El programa es desenvolupa en col·laboració amb artistes i associacions de la ciutat d'acollida i inclou projectes educatius, curatorials, artístics, basats en la investigació i accessibles a tothom.

## Edicions
| Any  | Edició | Lloc                                                | Tema                                                                   | Comissariada per                                                                            |  |
| ---- | ------ | --------------------------------------------------- | ---------------------------------------------------------------------- | ------------------------------------------------------------------------------------------- |  |
| 1996 | 1a     | Rotterdam                                           |                                                                        | Katalyn Neray Rosa Martínez Viktor Misiano Andrew Renton Hans-Ulrich Obrist                 |  |
| 1998 | 2n     | Luxemburg                                           |                                                                        | Robert Fleck Maria Lind Barbara Vanderlinden                                                |  |
| 2000 | 3r     | Ljubljana                                           | " Síndrome Borderline. Energies de Defensa "                           | Francesc Bonami Ole Bouman Maria Hlavajová Kathrin Rhomberg                                 |  |
| 2002 | 4a     | Frankfurt                                           |                                                                        | Iara Boubnova Nuria Enguita Mayo Stéphanie Moisdon                                          |  |
| 2004 | 5a     | Sant Sebastià                                       |                                                                        | Massimiliano Gioni Marta Kuzma                                                              |  |
| 2006 | 6a     | Nicòsia                                             | Cancel·lat                                                             | Florian Waldvogel Mai Abu ElDahab Anton Vidokle                                             |  |
| 2008 | 7a     | Fortezza/Franzenfeste Bolzano/Bozen Trento Rovereto | " 100 milles en 100 dies "                                             | Adam Budak Anselm FrankeHila Peleg Col·lectiu Raqs Media                                    |  |
| 2010 | 8a     | Múrcia                                              |                                                                        | Fòrum d'Arts Contemporànies d'Alexandria (ACAF) Cambra de Secrets Públics (CPS) tranzit.org |  |
| 2012 | 9a     | Genk                                                |                                                                        | Cuauhtémoc Medina Dawn Adès Katerina Gregos                                                 |  |
| 2014 | 10a    | Sant Petersburg                                     |                                                                        | Kasper König                                                                                |  |
| 2016 | 11a    | Zúric                                               | " Què fa la gent per diners: algunes empreses conjuntes "              | Christian Jankowski Francesca Gavin                                                         |  |
| 2018 | 12a    | Palerm                                              | " El jardí planetari. Cultivant la convivència "                       | Ippolito Pestellini Laparelli Mirjam Varadinis Andrés Jaque Bregtje van der Haak            |  |
| 2020 | 13a    | Marsella                                            | Ajornat indefinidament a causa de la pandèmia de la COVID-19           | Alya Sebti, Katerina Chuchalina, Stefan Kalmár                                              |  |
| 2022 | 14a    | Pristina                                            | " Importa quins mons mons: com explicar històries d'una altra manera " | Catherine Nichols Carlo Ratti                                                               |  |
| 2024 | 15a    | Barcelona                                           | "Equilibrant conflictes", "Cuidar i cuidar-nos" i "Imaginant futurs"   | Sergio Pardo, Filipa Oliveira                                                               |  |